# جيم إيكنز
جيم إيكنز (بالإنجليزية: Jim Eakins)‏ مواليد 24 مايو 1946 في ساكرامنتو، هو لاعب كرة سلة أمريكي معتزل. بدأ مسيرته الاحترافية في سنة 1968. تم اختياره من قبل فريق غولدن ستايت ووريورز خلال الدرافت. يبلغ طوله 6 قدم 11 بوصة (2.1 م). اعتزل اللعب في 1978. أحرز خلال مسيرته في الإن بي إيه 8255 نقطة بمعدل 10.8 نقاط في المباراة الواحدة.

## المسيرة الاحترافية
لعب مع بروكلين نتس في سنة 1976، ثم لعب مع سكرامنتو كينغز في موسم 1976–1977، ثم لعب مع سان أنطونيو سبرز في سنة 1977، ثم لعب مع ميلووكي باكز في سنة 1978.

## روابط خارجية
- جيم إيكنز على موقع إن بي أي (الإنجليزية)
- جيم إيكنز على موقع سبورتس رفرنس (الإنجليزية)
- جيم إيكنز على موقع كلية كرة السلة في سبورتس رفرنس.كوم (الإنجليزية)
- جيم إيكنز على موقع ريلجم (الإنجليزية)
- جيم إيكنز على موقع بروبوليرز (الإنجليزية)